# Eduard Tratt
Eduard Tratt (Wurtzburgo, 24 de fevereiro de 1919 — Nordhausen, 22 de fevereiro de 1944) foi um piloto alemão da Luftwaffe durante a Segunda Guerra Mundial. Voou 350 missões de combate, nas quais abateu 38 aeronaves inimigas, o que fez dele um ás da aviação. Destruiu também 24 tanques, 312 caminhões e 33 posições de artilharia antiaérea; à época da sua morte, era considerado o mais bem sucedido piloto de caças pesados. Ele pilotava aviões Messerschmitt Bf 110 e Messerschmitt Me 410.

## Carreira
Tratt nasceu em 24 de fevereiro de 1919 em Wurtzburgo. Em 1937, Tratt estava servindo como Fahnenjunker na Luftwaffe. No início da Segunda Guerra Mundial, o Leutnant Tratt estava servindo no 1. Staffel, Zerstörergeschwader 1 (ZG 1), pilotando o caça bimotor pesado Messerschmitt Bf 110. Após a participação na campanha polonesa, Tratt participou da Batalha da França, e em 1 de junho de 1940 reivindicou 3 caças Hawker Hurricane sobre Dunquerque. Tratt foi ferido em ação em 12 de agosto de 1940 voando com o 2./Zerstörergeschwader 2 (ZG 2) sobre a Inglaterra.
Mais tarde, em 1940, a Tratt foi transferido para o 1./Erprobungsgruppe 210. O Gruppe, encarregado de apresentar o novo Messerschmitt Me 210 às operações, estava, enquanto aguardava a entrega da nova aeronave, era pioneiro no uso de caças-bombardeiros Bf 110 e Bf 109 em ataques de bombardeio certeiros de baixo nível contra alvos britânicos. Tratt voou várias missões de combate sobre a Inglaterra e, no final de 1940, tinha 13 reivindicações de vitória em seu crédito.
A Erprobungsgruppe 210, foi redesignada Schnellkampfgeschwader 210 (SKG 210) em abril de 1941 e transferido para o Leste para participar do assalto à Rússia. Como parte do 1./SKG 210, Tratt sobrevoou a parte central da frente durante a Operação Barbarossa, apoiando o cerco do exército alemão e a invasão das forças terrestres russas na área de Białystok e Minsk na fase inicial da campanha. Tratt realizou numerosos ataques ao solo e missões de caça durante 1941 e conquistou outras 9 vitórias sobre aeronaves russas no final de 1941.
Quando o I. Gruppe foi chamado de volta a Landsberg-Lech para iniciar a conversão para o Me 210 em janeiro de 1942, Tratt foi então transferido para o comando do 4. Staffel, Zerstörergeschwader 26 (ZG 26). Em 18 de fevereiro de 1942, o Oberleutnant Tratt foi ferido por um incêndio terrestre sobre Rzhev. Ele foi então nomeado Staffelkapitän do 6./ZG 26 em março, antes de ser ferido novamente por fogo inimigo em 27 de março.
O Oberleutnant Tratt recebeu a Cruz de Cavaleiro da Cruz de Ferro em 12 de abril de 1942, ao alcançar sua 20.ª vitória confirmada e em maio foi transferido para o comando do 2./ZG 2. Ele foi então enviado como Staffelkapitän para o 1./ZG 1 em julho de 1942.
No início de 1943, o I./ZG 1 voou contra alvos na área de Stalingrado, mas depois mudou-se para Poltava, com ataques a posições de tropas russas, linhas de suprimentos e comunicações e campos de aviação. Em 30 de janeiro de 1943, Tratt sofreu ferimentos graves (e seu operador de rádio Fw. Paul Rennefahrt foi morto) quando ele pousou com força seu Bf 110 G-2 após sofrer danos no motor ao norte de Rowenki.

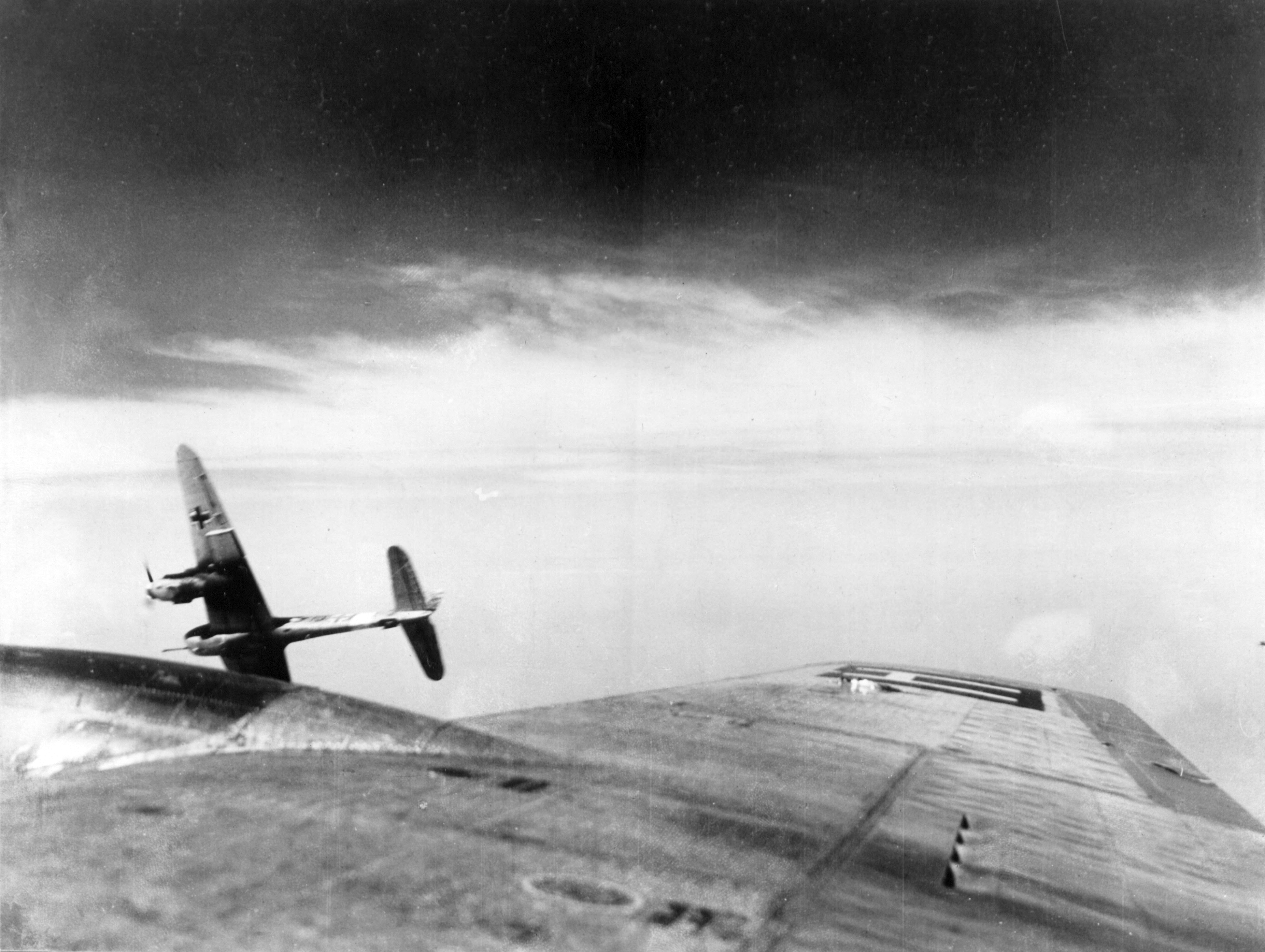
Um Me 410 A-1/U4 com um canhão automático BK 5 termina seu ataque a um B-17 da USAAF

Quando recuperado, Tratt comandou em seguida uma unidade especial de teste, Erprobungskommando 25, realizando o teste operacional e a avaliação de novas armas para uso contra a ofensiva de bombardeiros das Forças Aéreas do Exército dos Estados Unidos (USAAF). Com o aumento da campanha de bombardeios diários sobre o Reich pela 8.ª Força Aérea da USAAF, a Luftwaffe avaliou vários meios para seus caças derrubarem mais bombardeiros durante suas incursões sobre a Europa ocupada. O Erprobungskommando 25 foi formado para testar muitas e variadas inovações técnicas para atingir esse objetivo.
Um deles era o Me 410 A-1 / U4 (bombardeiro) armado com um canhão BK-5 de 50 mm montado embaixo da fuselagem. A arma, pesando cerca de 900 kg, restringia severamente a manobrabilidade, embora carregasse cerca de 21 tiros e tivesse uma pressão de recuo de cerca de sete toneladas.
O Hauptmann Tratt reivindicou 2 B-17s durante o verão de 1943, em 21 de maio de 1943 com a Epr. Kdo. 25, e um ao norte de Baltrum em 13 de junho de 1943, enquanto Tratt comandou brevemente Kdo.I./JG 1.
Em 11 de outubro de 1943, o Hauptmann Tratt foi nomeado Gruppenkommandeur do reformado II./ZG 26, voando as novas versões de caça pesado do Messerschmitt Me 410 de Hildesheim.
Ele liderou a unidade nas funções de Reichsverteidigung (Defesa do Reich). No final de 1943, as interceptações não eram frequentes, mas no início de 1944 os caças diurnos de Zerstörer encontraram as probabilidades cada vez maiores, à medida que os caças americanos de escolta acompanhavam os bombardeiros por todo o caminho até a Alemanha. Durante o mandato de Tratt no comando, o II./ZG 26 sofreu perdas cada vez mais pesadas para essas escoltas de caças. Ele reivindicou um P-38 ao sul de Löningen em 13 de novembro de 1943 e em 29 de novembro abateu um bombardeiro B-17 perto de Borkum como sua 30.ª vitória. Em 10 de fevereiro ele reivindicou um P-38 perto de Ettenbrock, e em 11 de fevereiro ele reivindicou outros 3 caças P-38, abatidos na área de Oberstein.
Ele registrou sua vitória final e 38.ª em 20 de fevereiro de 1944; um B-17 do 452.º Grupo de Bombardeios, 42-37951 "Mavoureen", que também foi atacado pelo Oberleutnant Dürkopp de 6./ZG 26.
Tratt foi abatido e morto (com seu artilheiro Ofw. Gillert) atacando sozinho um B-17 do 91.º Grupo de Bombardeios perto de Nordhausen em 22 de fevereiro de 1944, voando em um Messerschmitt Me 410B-1/U2/R4. O Sargento R L Jackson, um artilheiro da cintura direita do 401.º Esquadrão de Bombardeios, 91.º Grupo de Bombardeios reivindicou um caça naquele dia que pode ter sido Tratt.
Ele foi condecorado postumamente com as Cruz de Cavaleiro da Cruz de Ferro com Folhas de Carvalho em 26 de março de 1944 e foi promovido ao posto de Major em 20 de abril de 1944.
O Major Eduard Tratt foi creditado com 38 vitórias em mais de 350 missões. Ele registrou 18 vitórias sobre a Frente Ocidental, incluindo 6 bombardeiros pesados quadrimotores (5 B-17 Flying Fortress e 1 B-24 Liberator) e 5 P-38 Lightnings. Além disso, ele reivindicou 26 aeronaves destruídas em solo, 24 tanques, 312 veículos rodoviários/de transporte e 33 canhões antiaéreos, 4 baterias antiaéreas e 8 ninhos de metralhadoras.

## Condecorações
- Cruz de Ferro (1939)
  - 2ª classe (julho de 1940)[4]
  - 1ª classe (20 de agosto de 1940)[4]
- Troféu de Honra da Luftwaffe (28 de setembro de 1940) como Leutnant
- Cruz Germânica em Ouro (25 de junho de 1943) como Hauptmann no 1./ZG 1[Notas 1]
- Cruz de Cavaleiro da Cruz de Ferro (12 de abril de 1942) como Oberleutnant e piloto no I./ZG 1[6][Notas 2]
  - 437ª Folhas de Carvalho (26 de março 1944, postumamente) como Hauptmann e Gruppenkommandeur do II./ZG 26[7][8]